# Priocycla
Priocycla là một chi bướm đêm thuộc họ Geometridae.